# 空堀川
空堀川（からぼりがわ）は、東京都を流れる一級河川。荒川水系の柳瀬川支流（三次支流）。総延長は約15km。

## 地理
東京都武蔵村山市本町の市立野山北公園域内、若しくは都立野山北・六道山公園域内の丘陵に源を発する。概ね東へ流れ、東大和市高木で奈良橋川が合流する。そして清瀬市中里で新流路を建設し直線化した区間の柳瀬川（新柳瀬川と呼ばれる）に合流する。

## 歴史
名称
天保11年（1840年）の麁絵図では「薮川」と呼ばれていた。
1940年（昭和15年）の地図では「砂川」と呼ばれていた。2021年現在においても、武蔵村山市・東大和市・東村山市の橋梁には名称に「砂」が入るものが存在する。
その後、かつては古多摩川が南下する際に取り残された小流で、雨が降った時のみ水が流れる「涸れ川」であったことから、「空堀川」の名がつけられた。
「から『ぼ』りがわ」が正式だが、「から『ほ』りがわ」としばしば呼ばれる。しかしながら「から『ほ』りがわ」と書かれている看板も少なくない。
昭和から平成にかけて
高度経済成長期には流域における急速な宅地開発によって生活排水や工業排水が流れ込み、下水道同然の酷く汚れた川であったが、1981年（昭和56年）に清瀬下宿に汚水処理施設が稼働するなど徐々に汚水は無くなっていった。
生活雑排水が流れ込んでいた時代は水量が増え干上がることはなくなっていたが、生活雑排水が流れ込まなくなってからは水量が減り、現在一部流域では水が流れなくなることがある。そのため、柳瀬川・空堀川流域連絡会では川の将来像として「常時涸れることのない川」を挙げている。
一方で蛇行する部分が多く且つ川幅が狭かったこともあり、降雨のたびに洪水を引き起こしている。1974年（昭和49年）から2016年（平成28年）の間で41回の浸水・溢水を記録した。
そのため東京都は、1971年（昭和46年）11月5日に改修工事整備の都市計画を決定させ、流域で発生する水害を軽減・防止するために直線化及び川幅を拡大する改修工事が行われた。流路と流路との間に直線の水路を整備し、改修工事完了までは暫定的に旧流路の調節池の機能を持たせる手法が使われている。最終的には調節池となっていた新流路同士をつなぎ合わせ、直線の流路に切り替えられた。柳瀬川合流点の流路も大きく変更が加えられている。
汚水消失及び河川整備が進んだ結果、水遊びができる川になっている。また整備に伴い、旧河川は一部暗渠化され、清瀬せせらぎ公園の遊歩道となっている。

## 流域自治体
東京都
武蔵村山市、東大和市、東村山市、清瀬市

## 支流
- 久保の川
- 奈良橋川 - 武蔵村山市の番太池を水源とする一級河川。志木街道に奈良橋が架かる。

## 橋梁
上流より

以下、武蔵村山市
- 横田橋（東京都道55号 所沢武蔵村山立川線）
- 吉祥院橋
- 新薬師橋（東京都道5号新宿青梅線（新青梅街道））
- 原山橋（旧河川）
- 新原山橋
- 御伊勢橋
- くわのみ橋
- 空堀橋
- 中砂橋（中砂新道）
- 念仏塚橋
- 神明橋
- 下砂橋

以下、東大和市
- 砂の橋（旧河川）
- 新上砂橋
- 上砂橋
- 中砂橋（芋窪街道）
- 立野橋（芋窪街道バイパス）
- 五中橋
- 中砂の川橋
- 山王橋
- 東芝中橋
- 砂の台橋
- 砂の川橋（旧河川）
- 新砂の川橋
- 庚申橋（旧河川）
- 新庚申橋
- 丸山二の橋（旧河川）
- 新丸山二の橋
- 丸山一の橋（旧河川）(2020年に撤去される)
- 新丸山一の橋
- 宮前一の橋（旧河川）(2018年に撤去される)
- 新宮前一の橋
- 高木ふれあい橋（人道橋）
- 下砂橋
- 高木橋（付近で奈良橋川と合流）
- 狭山橋
- 上砂一の橋
- 上砂二の橋
- 清水大橋
- 清水橋

以降、東村山市
- 上橋
- 中橋
- 空堀川橋梁（西武多摩湖線）
- 狭山堀橋（人道橋）
- 馬頭橋
- 浄水橋（新青梅街道）
- 第二砂川橋
- 前野橋
- 空堀川橋梁（西武国分寺線）
- 野口橋（東京都道・埼玉県道16号立川所沢線）
- 上堀橋
- 天王森橋
- 久米川橋
- 空堀川橋梁（西武新宿線）
- 栄町陸橋（新青梅街道）
- 天王橋
- 第二天王橋
- 第三天王橋
- ふれあい橋（人道橋）
- 丸山橋
- 武蔵野線（橋架はなし。地下で交差）
- 石橋
- 土橋
- なかよし橋（人道橋）
- 御成橋
- 達麻坂橋
- 下堀橋
- 野行前橋
- 野行橋
- 新空堀橋（東京都道4号東京所沢線）
- 秋津南橋
- 栗木橋
- 曙橋
- 大沼田橋

以下、清瀬市
- 野塩橋（東京都道40号さいたま東村山線）
- 前原橋
- 空堀川橋梁（西武池袋線）
- 柳原橋
- 薬師橋
- 梅坂橋
- 三郷橋（柳瀬川通り）
- 石田橋